# إدي ميرفي (لاعب كرة قاعدة)
إدي ميرفي (بالإنجليزية: Eddie Murphy) هو لاعب كرة قاعدة أمريكي، ولد في 2 أكتوبر 1891 في هانكوك في الولايات المتحدة، وتوفي في 21 فبراير 1969 في دنمور في الولايات المتحدة.

## وصلات خارجية
- إدي ميرفي على موقعبيزبول رفرنس.كوم (الدوري الرئيسي) (الإنجليزية)
- إدي ميرفي على موقعبيزبول رفرنس.كوم (الدوري الثانوي) (الإنجليزية)